# Tank controls
Tank controls est un anglicisme qui désigne un système de maniabilité utilisé dans les jeux vidéo. Dans un jeu utilisant les tank controls, le joueur contrôle le mouvement de son personnage (ou véhicule, etc.) en fonction de l'orientation de celui-ci. Ce système se différencie d'un autre système employé dans un grand nombre de jeux en 3D, dans lesquels la direction vers laquelle le personnage va aller dépend du point de vue de la caméra,. Dans un jeu qui emploie les tank controls, une pression dans la direction « haut » du périphérique de contrôle (par exemple sur un pavé directionnel, ou un stick analogique de manette, un joystick, une souris ou encore une touche d'un clavier), ou sur la touche « courir » (et « accélérer » pour un jeu de course) fait avancer le personnage dans la direction vers laquelle il est tourné. Il est en quelque sorte « coincé » dans cet axe. Une pression sur « bas » lui fait reculer (pas en arrière), et une pression vers « gauche » ou « droite » provoque une rotation du personnage,. Le terme tank controls vient du mécanisme de direction des tanks d'antan, qui devaient être complètement immobiles avant de pouvoir changer de direction. Les tank controls sont communs dans les jeux en 3D des années 1990 et 2000, comme Alone in the Dark, Resident Evil, Tomb Raider, Grim Fandango, Silent Hill ou encore les premiers GTA en vue du dessus, et Micro Machines,,,.
Dans les jeux où la caméra n'est pas libre, les tank controls permettent au joueur de conserver la direction prise lors d'un changement de plan, et d'éviter la confusion dans les mouvements qui pourrait s'ensuivre. Ils peuvent contribuer à renforcer le sentiment d'oppression dans un jeu de type survival horror comme Resident Evil,. Tim Schafer, le designer de Grim Fandango, a choisi ce système pour que les développeurs puissent créer des changements d'angle de caméra « cinématiques » sans perturber le contrôle du personnage. Les tank controls sont critiqués pour leur côté peu intuitif et pratique, leur rigidité et leur manque de naturel, et les versions remastérisées de Grim Fandango et Resident Evil proposent, en plus des tank controls d'origine, un mode de contrôle alternatif basé sur l'angle de caméra,. Le système de tank controls est devenu moins répandu au fil du temps, et la gestion libre de la caméra est devenue la norme pour les jeux vidéo en 3D.